# 포베다 (시계)

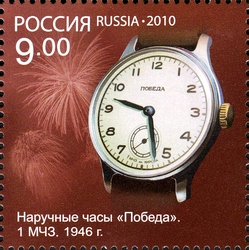

포베다(러시아어: Победа)는 페트로드보레츠 시계 공장 '라케타'가 소유한 러시아 브랜드 손목시계이다. 1945년 4월 스탈린이 직접 선택한 브랜드명으로, 첫 번째로 생산되는 시계를 승리 1주년 기념행사를 위해 준비하라는 명령을 내렸다. 최초의 시제품은 1945년 말까지 펜자 공장에서 나왔고, 대중을 위한 최초의 모델은 1946년 3월에 키로프 시계 공장에서 나왔다.